# Canton de Soustons
Le canton de Soustons est une ancienne division administrative française située dans le département des Landes et la région Aquitaine. Il a été supprimé par le nouveau découpage cantonal entré en vigueur en 2015.
Soustons est le bureau centralisateur du nouveau canton de Marensin-Sud.

## Géographie
Ce canton était organisé autour de Soustons dans l'arrondissement de Dax. Son altitude variait de 0 m (Messanges) à 66 m (Magescq) pour une altitude moyenne de 21 m.

## Représentation

### Conseillers généraux de 1833 à 2015
| Période | Période      | Identité            | Étiquette                | Qualité |
| ------- | ------------ | ------------------- | ------------------------ | --- |
| 1833    | 1835 (décès) | Thomas Denis        |                          | Avocat à Dax |
| 1835    | 1836         | François du Bourg   |                          | Juge de paix, maire de Soustons (1830-1840 et 1845-1848)                                                                                 |
| 1836    | 1842         | Louis Dupont        |                          | Médecin, maire de Tartas |
| 1842    | 1851         | Martin-Roch Doussau | Conservateur             | Propriétaire, juge de Paix à Soustons, conseiller d'arrondissement                                                                       |
| 1851    | 1883         | Augustin Darricau   | Droite                   | Avocat, maire de Dax (1859-1868) |
| 1883    | 1901 (décès) | Alfred Senac        | Républicain              | Négociant Maire de Soustons (1892-1901), conseiller d'arrondissement                                                                     |
| 1901    | 1913         | Gustave Lassalle    | Républicain Nationaliste | Maire de Soustons (1905-1919), conseiller d'arrondissement                                                                               |
| 1913    | 1919         | Fernand Courtiau    | Républicain              | Maire de Moliets-et-Maa |
| 1919    | 1940 (décès) | Robert Lassalle     | PRS-Rad.                 | Fonctionnaire Conseiller municipal de Soustons Député (1924-1940) Ministre (1938)                                                        |
|         |              |                     |                          | |
| 1945    | 1970         | Olivier Caliot      | Rad.                     | Industriel Ancien conseiller d'arrondissement Président du Conseil général (1949-1970) Maire de Messanges (1925-1977) Député (1951-1955) |
| 1970    | 1982         | Pierre Barrère      | UDR puis RPR             | Médecin Maire de Soustons (1952-1977) |
| 1982    | 1994         | Jean-Yves Montus    | PS                       | Enseignant Maire de Soustons |
| 1994    | 2001         | Louis Caulonque     | RPR                      | Chef d'entreprise à Soustons |
| 2001    | 2008         | Jean-Yves Montus    | PS                       | Enseignant Maire de Soustons (1988-2016)                                                                                                 |
| 2008    | 2015         | Hervé Bouyrie       | PS                       | Sylviculteur Maire de Messanges depuis 1996 Président de l'Association des maires des Landes                                             |

### Conseillers d'arrondissement (de 1833 à 1940)
| Période                                  | Période      | Identité                        | Étiquette                | Qualité |
| ---------------------------------------- | ------------ | ------------------------------- | ------------------------ | --- |
| 1833                                     | 1842         | Martin Roch Doussau (1789-1867) |                          | Avocat, juge de paix à Soustons                                                                             |
| 1842                                     | 1848         | M. Lartigue                     |                          | Propriétaire à Saint-Geours-de-Maremne                                                                      |
|                                          |              |                                 |                          | |
|                                          | 1880         | M. Boulard                      | Droite                   | |
| 1880                                     | 1883         | Alfred Sénac                    | Républicain              | Négociant à Soustons                                                                                        |
| 1883                                     |              | Gustave Lassalle (1842-1919)    | Républicain Nationaliste | Notaire à Soustons                                                                                          |
|                                          |              |                                 |                          | |
|                                          | 1891 (décès) | François Sempé (1842-1891)      |                          | Médecin à Soustons                                                                                          |
|                                          |              |                                 |                          | |
| 1904                                     | 1919         | Prosper Nougaro                 | Républicain opportuniste | Négociant, propriétaire à Azur                                                                              |
| 1919                                     | 1922         | M. Thévenin                     | Républicain Radical      | Médecin |
| 1922                                     | 1940         | Olivier Caliot                  | Républicain démocrate    | Industriel, maire de Messanges                                                                              |
| 1940                                     |              |                                 |                          | Les conseils d'arrondissement ont été suspendus par la loi du 12 octobre 1940 et n'ont jamais été réactivés |
| Les données manquantes sont à compléter. |              |                                 |                          | |

## Composition
Le canton de Soustons groupait onze communes et comptait 24 540 habitants (population municipale au 1er janvier 2007).
| Communes                | Population (2012) | Code postal | Code Insee |
| ----------------------- | ----------------- | ----------- | ---------- |
| Angresse                | 1 383             | 40150       | 40004      |
| Azur                    | 523               | 40140       | 40021      |
| Magescq                 | 1 653             | 40140       | 40168      |
| Messanges               | 919               | 40660       | 40181      |
| Moliets-et-Maa          | 818               | 40660       | 40187      |
| Saint-Geours-de-Maremne | 1 986             | 40230       | 40261      |
| Seignosse               | 2 955             | 40510       | 40296      |
| Soorts-Hossegor         | 3 629             | 40150       | 40304      |
| Soustons                | 6 941             | 40140       | 40310      |
| Tosse                   | 2 142             | 40230       | 40317      |
| Vieux-Boucau-les-Bains  | 1 591             | 40480       | 40328      |

## Démographie
| 1962   | 1968   | 1975   | 1982   | 1990   | 1999   | 2006   | 2007   | - |
| ------ | ------ | ------ | ------ | ------ | ------ | ------ | ------ | - |
| 12 050 | 13 050 | 14 591 | 15 728 | 17 106 | 20 374 | 23 961 | 24 540 | - |